# McTrabajo

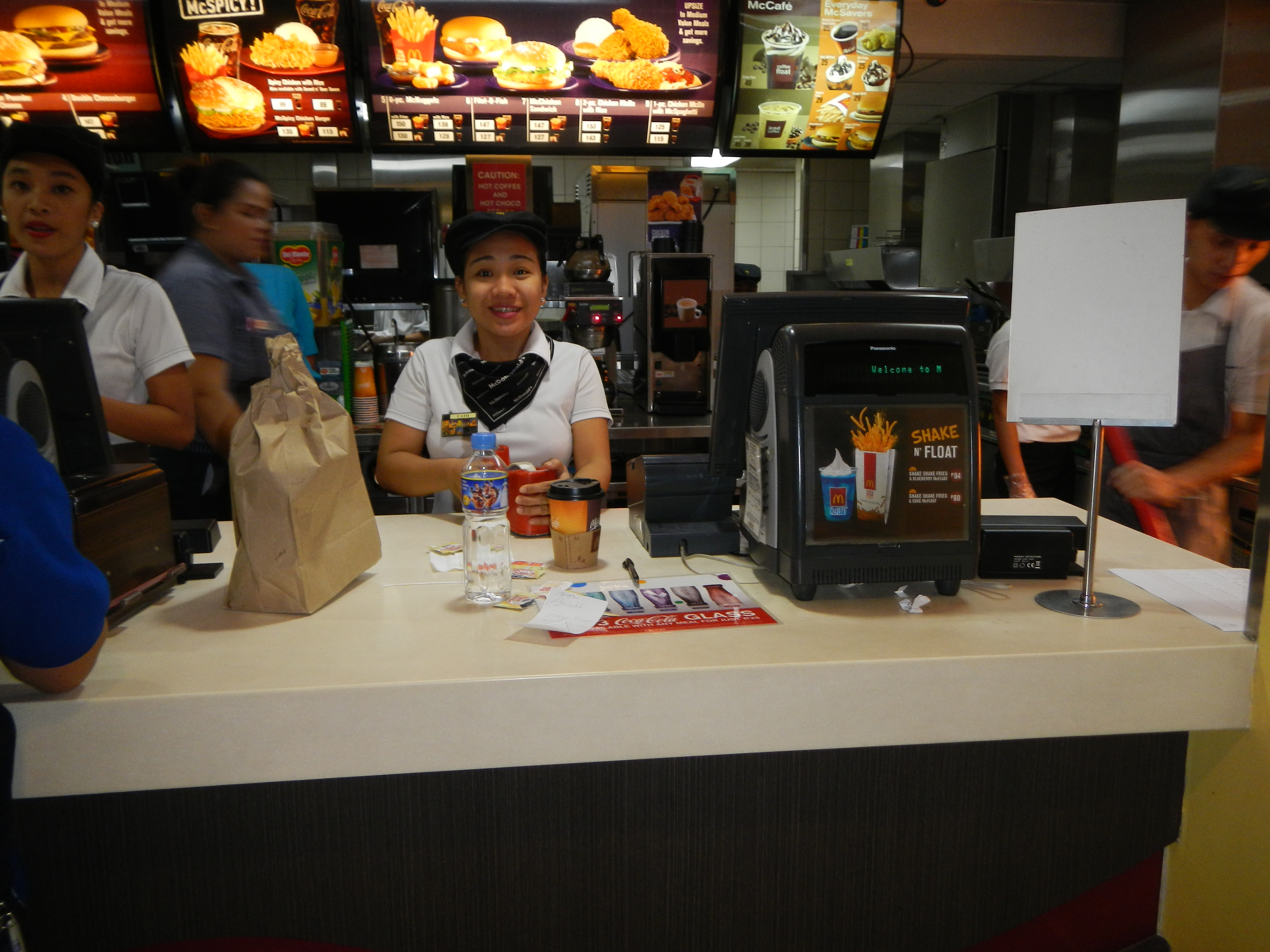
Personal de un McDonald's en Ciudad Quezon, Filipinas.

McTrabajo o McEmpleo (del inglés: McJob) es un término slang para referirse a un trabajo sin futuro, de bajo prestigio y mal remunerado que requiere pocas habilidades y ofrece muy pocas posibilidades de avance. El término «McJob» proviene del nombre del restaurante de comida rápida McDonald's, pero se utiliza para describir cualquier trabajo de bajo estatus – independientemente del empleador – donde se requiere poca capacitación, la rotación de personal es alta y las actividades de los trabajadores están estrictamente reguladas por los gerentes.

## Historia

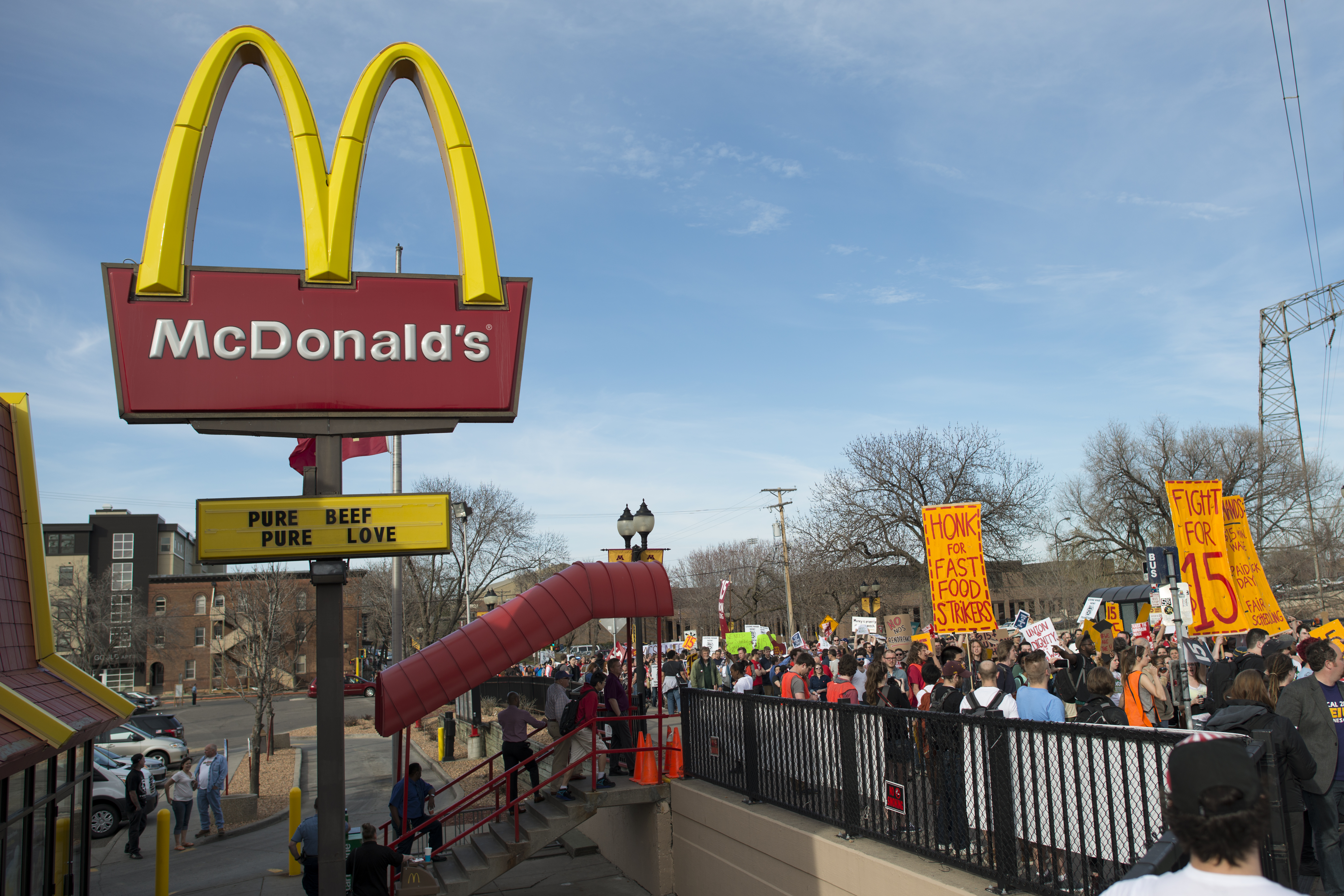
Huelga de trabajadores exigiendo un aumento del salario mínimo ante un McDonald's de Dinkytown, EE. UU.

"McJob" ya se utilizaba al menos en 1986 — aparece en un artículo del sociólogo Amitai Etzioni — y el Oxford English Dictionary lo define como "un trabajo poco estimulante, mal remunerado y con pocas perspectivas, especialmente . uno creado por la expansión del sector de servicios". La falta de seguridad laboral es común.
El término fue popularizado por la novela de Douglas Coupland de 1991 Generación X,  que describía un "McJob" como un trabajo "de bajo salario, bajo prestigio, baja dignidad, bajos beneficios, sin futuro". "Un trabajo en el sector de servicios es frecuentemente considerado una elección profesional satisfactoria por personas que nunca han tenido uno". 
Ante las objeciones de McDonald's, el término "McJob" se añadió al Diccionario colegiado de Merriam-Webster en 2003. En una carta abierta a Merriam-Webster, director ejecutivo de McDonald's, James Cantalupo denunció la definición como una "bofetada" a todos los empleados del restaurante y afirmó que "una definición más apropiada de un 'McJob' podría ser 'enseña responsabilidad' ". Merriam-Webster respondió que "[se mantuvieron] firmes en la exactitud y adecuación de [su] definición".
El 20 de marzo de 2007, la BBC informó que la rama británica de McDonald's planeaba una petición pública para cambiar la definición de "McJob" del Oxford English Dictionary. Lorraine Homer de McDonald's afirmó que la empresa considera que la definición está "obsoleta e inexacta". El director ejecutivo de McDonald's en el Reino Unido, Peter Beresford, describió el término como "degradante para el arduo trabajo y la dedicación mostrados por los 67.000 empleados de McDonald's en todo el Reino Unido". La empresa preferiría que se reescribiera la definición para "reflejar un trabajo que es estimulante, gratificante... y ofrece habilidades que duran toda la vida".
Estos comentarios van en contra del principio de que los diccionarios simplemente registran el uso lingüístico en lugar de juzgarlo, y que eliminar la entrada "McJob" sentaría un precedente para exaltar definiciones de otros términos despectivos. McDonald's intentó que todos sus trabajadores firmaran la petición, pero muchos se negaron alegando que la definición actual es precisa a pesar de la queja de la empresa.
Durante las discusiones antes mencionadas que estallaron cuando Merriam-Webster incluyó "McJob" en su nueva edición, los funcionarios de McDonald's insinuaron que la compañía podría presentar una demanda contra el diccionario basada en este problema de marca, pero nunca lo hicieron. McDonald's niega que sus empleos sean deficientes, porque la compañía ha sido nominada para premios para empleados creados por los empleadores. Sin embargo, esto se contradijo con el resultado del caso judicial McLibel en el Reino Unido, en el que los jueces dictaminaron que era justo decir que a los empleados de McDonald's en todo el mundo "les va mal en términos de salario y condiciones".
El término "McJOBS" fue registrado como marca comercial por McDonald's en 1984 como nombre e imagen para "formar a personas discapacitadas como empleados de restaurantes". La marca caducó en febrero de 1992 y fue declarada cancelada por la Oficina de Patentes y Marcas Registradas de los Estados Unidos. Tras la publicación en octubre de 1992 de Generación X en edición de bolsillo, McDonald's restauró la marca.

## Precisión del término
A menudo existen grandes variaciones en la forma en que se trata a los trabajadores según el propietario de la franquicia local. Algunos empleados comienzan en McJobs de nivel básico y luego se convierten en subgerentes o gerentes, y continúan trabajando en la misma franquicia durante muchos años; sin embargo, esta es la excepción y no la norma. McDonald's anuncia que su ex director ejecutivo, Jim Skinner, comenzó a trabajar en la empresa como empleado regular de un restaurante, y que 20 de sus 50 gerentes principales comenzaron a trabajar como miembros regulares del equipo. 
Según Jim Cantalupo, ex director ejecutivo de McDonald's, la percepción de que el trabajo en la comida rápida es aburrido y sin sentido es inexacta, y más de 1.000 de las personas que ahora poseen franquicias de McDonald's comenzaron detrás del mostrador. Debido a que McDonald's tiene más de 400.000 empleados y una alta rotación, el argumento de Cantalupo ha sido criticado por ser inválido, trabajando para resaltar la excepción más que la regla.
En 2006, McDonald's emprendió una campaña publicitaria en el Reino Unido para desafiar las percepciones del McJob . La campaña, desarrollada por Barkers Advertising y respaldada por una investigación realizada por Adrian Furnham, profesor de psicología en el University College de Londres, destacó los beneficios de trabajar para la organización, afirmando que "no estaban mal para un McJob". Los anuncios se exhibieron en Piccadilly Circus de Londres.